# Heinz Kempa
Heinz Kempa (* 5. Dezember 1933 in Berlin; † 16. Dezember 2000) war ein deutscher Judoka und Funktionär des Deutschen Judo-Verbandes der DDR.

## Leben
Kempa war der Sohn eines Werkzeugdrehers. Nach der Volksschule absolvierte er von 1948 bis 1952 eine Lehre zum Werkzeugmacher und arbeitete in dem Beruf. Ab 1952 diente er in der Kasernierten Volkspolizei, später in der Nationalen Volksarmee (NVA). Bis 1954 besuchte er die Offiziersschule für Nachrichtentechnik Dresden. Von 1958 bis 1961 holte er das Abitur an der Abendschule nach. 1960 trat er der SED bei. 1962 schied er im Rang eines Hauptmanns aus der NVA aus. Er studierte von 1964 bis 1970 an der Deutschen Hochschule für Körperkultur in Leipzig und schloss als Diplom-Sportlehrer mit Spezialisierung auf Judo ab.
Kempas sportliche Laufbahn begann beim Berliner SV 92, wo er von 1946 bis 1952 Handball spielte. Von 1952 bis 1961 war er als Volleyballspieler und von 1961 bis 1970 als Judoka beim ASK Vorwärts Berlin aktiv. Zu dieser Zeit erreichte er den 1. Dan.
1962 wurde Heinz Kempa unter der Präsidentschaft Horst Wolfs zum Generalsekretär des Deutschen Judo-Verbandes berufen. 1978 wechselte er in die Funktion des Generalsekretärs der Internationalen Judo-Föderation, die er bis Ende 1993 innehatte. 1995 wurde Heinz Kempa mit der höchsten Auszeichnung des IOC, dem Olympischen Orden, geehrt. Der Träger des 5. DAN war in Anerkennung seiner Verdienste um den internationalen Judosport Ehrenmitglied in der Weltföderation.